# Альмея

Альмея, Жан-Леон Жером, 1873

Альмея, альме, альма или алмея (масри عالمة, [almeh], точнее [alime], араб. عالِمة‎ досл. «искусная или учёная женщина»; фр. almée, англ. аlmeh) — танцовщица, певица и женщина-музыкант высокого ранга, которая была должна в гаремах развлекать женщин богатых и знатных господ в арабском Египте.

## Социальный статус
Хозяин и его гости обычно слушали выступление альмеи из другой комнаты (или даже из двора дома). Альмеи имели относительно достойный социальный статус, присутствовали на церемониях и развлечениях, а также нанимались в качестве плакальщиц на похоронах. Некоторые историки XIX века видели в них преемниц древних танцовщиц Египта и Персии, а иногда и потомков жриц Исиды. Они знали широкий спектр исторических и героических сказаний. Обучая друг друга, они передавали древние и классические формы арабской поэзии, музыки и традиционного арабского пения. Чтобы стать альмеей, девушка должна была иметь красивый голос, владеть литературным арабским языком, освоить игру на различных инструментах и уметь импровизировать в песнях, адаптированных к ситуации, в которой она оказывалась.
Альмеи также изучали хорошие манеры, искусство использования и производства косметики, ткачество и вышивку. Многие альмеи овладевали профессиями целителя и акушерки. Они знали, как готовить мази, припарки и микстуру, часто пользовались из-за этого репутацией ведьм.
Британский путешественник и востоковед Эдвард Уильям Лейн писал об альмеях в первой трети XIX века:

«…[Альмей, у Лейна — авалим] часто приглашают на праздники в гаремы зажиточных людей. Во многих гаремах для них специально устроены небольшие помещения, называемые тукейса или маганна. Обычно такие помещения примыкают к главной комнате гарема и отделены от неё не стеной, а резной деревянной решеткой. Пол в них несколько приподнят над общим уровнем. Это может быть и какая-нибудь другая комната в доме, где певицы остались бы невидимы для хозяина, буде тому захочется послушать музыку вместе с женщинами. Гости мужского пола слушают пение авалим со двора или из нижних комнат. Сами авалим в таких случаях устраиваются у окна гарема, за резной решеткой. Некоторые певицы-авалим играют на музыкальных инструментах. В Каире мне довелось слышать самых знаменитых авалим, и должен сказать, что своим искусством они совершенно покорили меня. Их исполнение показалось мне не только во много раз лучше, чем у алятийа, но и прекраснее всего, что я когда-либо слышал. Платят певицам очень много. Мне говорили, что однажды, гости в купеческом доме, а среди них были люди среднего достатка, собрали для одной певицы около пятидесяти гиней на наши деньги. Так велико мастерство искусной певицы, так впечатляет оно слушателей, что люди готовы отдать ей последние деньги».— Эдвард Уильям Лейн. Нравы и обычаи современных египтян. Глава XVIII. Музыка.
В XIX веке слово «альмея» стало использоваться как синоним «гавази» (араб. غوازي‎, ghawāzī), эротических танцовщиц, которыми были преимущественно кочующие цыганки, они в больших городах на улицах и площадях исполняли танцы, рассчитанные на возбуждение чувственности. Их выступления были запрещены в 1834 году Мухаммедом Али Египетским. В результате запрета на гавази подобные танцовщицы были вынуждены делать вид, что они якобы являются альмеями.
На французский язык транслитерировалось слово как almée, термин этот впоследствии во французской версии оказался связан с «танцем живота» в европейском ориентализме XIX века у народов, населяющих Северную Африку.

## Альмея в искусстве Европы XIX века

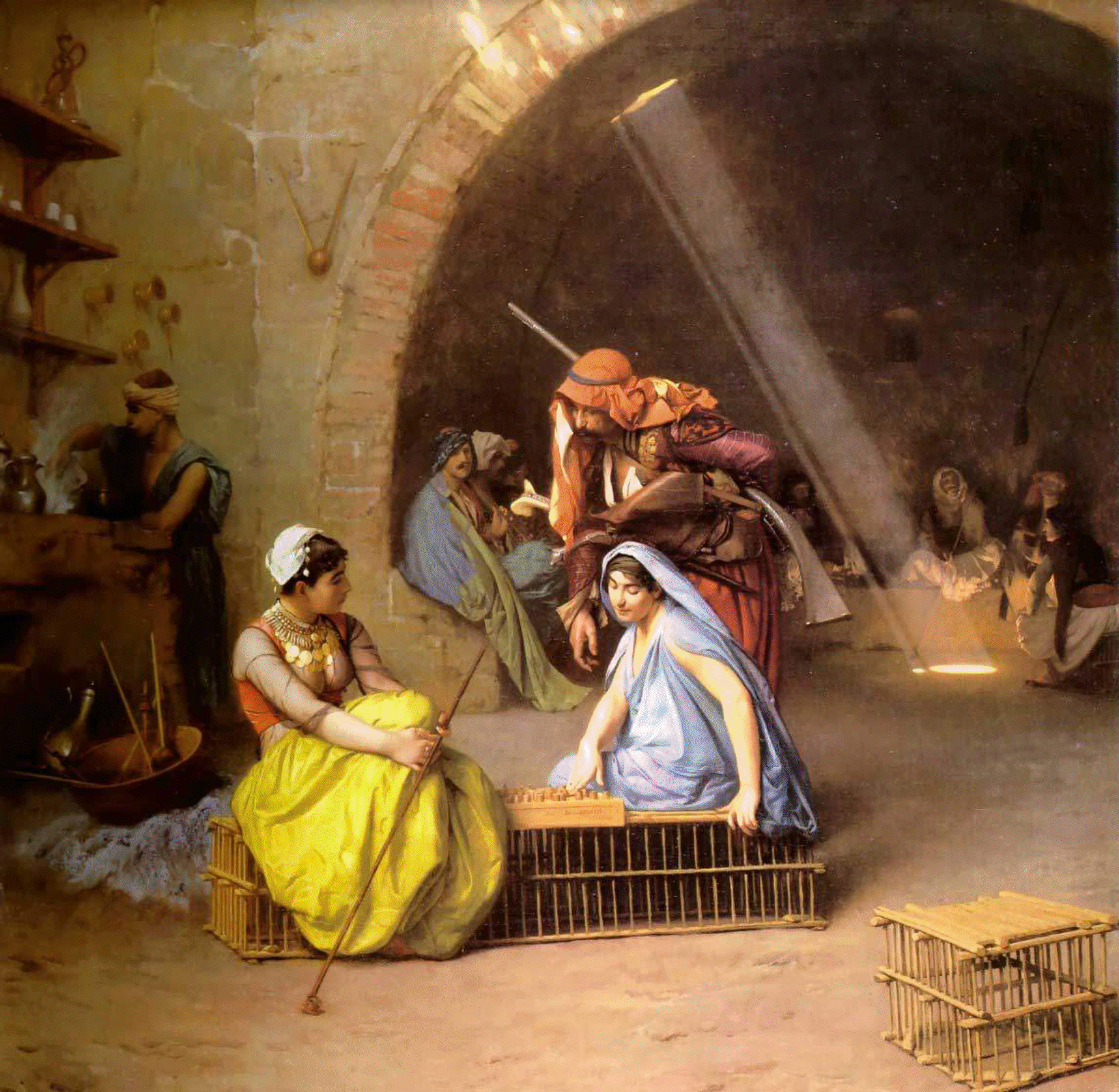
Жан-Леон Жером. Альмеи, играющие в шахматы, 1870

Эти египетские танцовщицы стали источником вдохновения для многих европейских художников и музыкантов, которые, как принято считать, больше слышали о них, чем видели их вживую; на самом деле альмеи не выступали ни на улицах, ни перед незнакомыми людьми. Большинство тех танцовщиц, которые ими были увековечены, являлись на самом деле уличными танцорами, женщинами низкого статуса или эротическими танцовщицами (гавази).
- Французскому художнику Жану-Леону Жерому принадлежит большое число изображений гавази в качестве альмей[10]. Наиболее известная среди них — «Альмеи, играющие в шахматы» (1870).
- Ироничное название картины Анри де Тулуз-Лотрека, изображающей танцовщиц варьете «La Goulue Dansant, la Danse Mauresque (Les Almées)».
- Альмея как персонаж присутствует в опере Жоржа Бизе «Джамиле»[11]. Также у него есть фортепианная пьеса «Танец Альмеи» (1875).
- Артюр Рембо сочинил стихотворение «Альмея ли она?..»[12]. Впервые оно напечатано посмертно в книге Рембо «Собрание стихотворений» (1895).
- Алис Ги поставила в 1900 году фильм «Danse du pas des foulards par des almées».